# نشانه‌های ظهور مهدی
نشانه‌های ظهور به مجموعه رویدادهایی گفته می‌شود که به‌باور بسیاری از شیعیان در آستانهٔ ظهور مهدی حجت بن الحسن در آخرالزمان رخ خواهند داد. این نشانه‌ها را به دو دستهٔ نشانه‌های حتمی و نشانه‌های غیرحتمی تقسیم می‌کنند. روی‌دادن نشانه‌های غیرحتمی الزامی نیست؛ چون بداپذیر هستند.
ویژگی‌های دوران غیبت در بسیاری از احادیث شیعه و اهل سنت آمده‌است.

## نشانه‌ها

### نشانه‌های حتمی[۱]
از جعفر صادق نقل شده‌است:
پیش از قیام قائم پنج علامت حتمی است: یمانی، سفیانی، صیحه آسمانی، کشته‌شدن نفس زکیه، و فرورفتن سرزمین بیداء.

#### خروج سفیانی
به‌باور شیعه، سفیانی از نسل ابوسفیان است و در نهایت به‌دست حجت بن الحسن شکست خورده و کشته می‌شود.
از علی بن الحسین زین‌العابدین (امام چهارم شیعیان) نقل شده: «امر قائم از سوی خداوند حتمی است، و امر سفیانی نیز از جانب خداوند قطعی است. قائم ظهور نمی‌کند مگر پس از آمدن سفیانی.»
روایات در مورد دین سفیانی سه یا به‌نوعی چهار دسته هستند: ۱. مسیحی است؛ ۲. مسلمان است؛ ۳. ابتدا مسلمان است سپس مسیحی می‌شود؛ ۴. پایبند به دین نیست. روایات حکایت از عناد و تعصب شدید او علیه شیعیان دارند.

#### خروج یمانی[۹]
خروج یمانی (احتمالاً در ماه رجب) که به پشتیبانی از اهل بیت علیه سفیانی قیام می‌کند و مردم را به حق و عدل فرامی‌خواند.
این سپاه در عراق با سپاهی که از خراسان آمده متحد می‌شوند.

#### صیحه آسمانی
صدای آسمانی در ماه رمضان (احتمالاً سحرگاه بیست‌وسوم). که صدای جبرئیل و در حمایت از اهل بیت محمد است. به‌گونه‌ای که هر کس در هر کجای زمین، آن را خواهد شنید و معنی آن را به زبان خود خواهد فهمید. احتمالاً در همان روز صدایی دیگر شنیده می‌شود که از طرف شیطان و در حمایت از سفیانی است، که سبب تردید مردم می‌شود.

#### کشته شدن نفس زکیه
کشته شدن نفس زکیه (انسان بی‌گناه) در خانه خدا (مسجدالحرام) و بین حجرالاسود و مقام ابراهیم. احتمالاً در ۲۵ ذی‌الحجه. احتمالاً هم‌زمان با کشته شدن این فرد پسرعمو و دخترعموی او هم در شهر مدینه کشته می‌شوند و جنازه آن‌ها را جلوی درب مسجد محمد یا مسجدالنبی آویزان می‌کنند.
در تعدادی از روایت‌ها، سخن از حسنی به میان آمده‌است و در برخی از روایت‌ها از وی تحت عنوان نفس زکیه یاد گردیده‌است.

#### فرورفتن لشکر سفیانی در سرزمین بیداء
فرورفتن لشکری که سفیانی به عربستان فرستاده در بیابانی به نام بیداء که بین مکه و مدینه واقع شده‌است.
علی بن ابی‌طالب در آیهٔ ذیل (به عربی: وَلَوْ تَرَی إِذْ فَزِعُوا فَلَا فَوْتَ) می‌گوید: «کمی پیش از قیام مهدی، سفیانی خروج می‌کند؛ سپس به‌اندازه دوران حاملگی یک زن که نزدیک به ۹ ماه است حکومت می‌کند. لشکریان او وارد مدینه می‌شوند تااین‌که به بیداء می‌رسند و خداوند آنان را در زمین فرومی‌برد.»

### نشانه‌های غیرحتمی
نشانه‌های دیگری که رخ دادنشان حتمی نیست، عبارتند از:
- اختلاف سه شاهزاده بنی‌عباس در ریاست دنیا و زوال حکومت ایشان
- کشته شدن آخرین پادشاه بنی‌عباس به نام «عبدالله»
- خورشیدگرفتگی در نیمه ماه رمضان، برخلاف عادت
- دو بار خورشید گرفتگی در ماه رمضان[۱۶]
- ماه‌گرفتگی در آغاز یا آخر آن ماه رمضان، برخلاف عادت
- ماه گرفتگی شب بدر ماه رجب
- خروج مردی از قزوین که همنام یکی از پیامبران است و جور و ستم زیادی به مردم می‌کند
- خروج شیصبانی
- ساخته شدن پلی بین بحرین و امارات
- فرورفتن بخش غربی مسجد دمشق
- فرورفتن یکی از روستاهای شام به نام حرستا در زمین
- ویرانی بصره
- کشتن فردی که علیه سفیانی قیام کرده در پشت کوفه همراه هفتاد نفر از یارانش
- ویران شدن دیوار مسجد کوفه
- به‌اهتزاز درآمدن پرچم‌های سیاه از جانب خراسان (سپاهی در منطقه‌ای نزدیک شیراز با سپاه سفیانی خواهد جنگید و اولین شکست را بر آنان تحمیل خواهد کرد. این پرچم‌ها تا زمانی که به بیت‌المقدس برسند، پایین آورده نخواهند شد)
- ظهور مغربی در مصر و حکومت او بر مردم شام
- پدید آمدن شهری به نام طهران
- فرود ترک‌ها به جزیره
- ورود رومیان به رمله
- طلوع ستاره درخشان در سمت مشرق که همچون ماه می‌درخشد سپس دو جانب آن خم گردد که نزدیک شود که آن دو جانب به همدیگر متّصل شوند
- پدید آمدن سرخی در آسمان که در فضا پراکنده گردد
- آتشی در طول مشرق، آشکار شود و سه روز یا هفت روز در آسمان باقی بماند
- آزادی عرب از اسارت و حکومتشان بر شهرها و کشورها
- بیرون رفتن عرب از تحت نفوذ سلطان عجم (غیرعرب)
- کشته شدن امیر مصر، توسّط مردم مصر
- ویرانی گسترده در شام و عراق
- کشمکش سه گروه در شام (اصهب و ابقع و سفیانی)
- به جنبش درآمدن بیرق‌های قیس از مصر
- آمدن اسب‌هایی از جانب مغرب، تا اینکه در کنار حیره (نزدیک کوفه) بسته شوند
- برافراشته شدن پرچم‌های سیاه از جانب مشرق به سوی حیره
- طغیان آب فرات، به‌طوری‌که سرازیر کوچه‌های کوفه گردد
- خروج شصت دروغگو که همه آنان ادّعای پیامبری می‌کنند
- خروج دوازده نفر از نژاد ابوطالب که همه آن‌ها خلایق را به اطاعت خویش می‌خوانند
- سوزاندن مردی بلندمقام از شیعیان بنی‌عبّاس بین سرزمین جلولاء (واقع‌در هفت‌فرسخی خانقین) و سرزمین خانقین
- بستن پلی نزدیک محله «کرخ» بغداد
- برخاستن باد سیاهی در بغداد، در آغاز روز
- زمین‌لرزه شدید در بغداد
- فرورفتن بیش‌تر شهر بغداد در زمین بر اثر زمین‌لرزه
- ترس عمومی که عراق و بغداد را فراگیرد
- مرگ‌های سریع و عمومی در بغداد
- کم شدن اموال و انسان‌ها و محصول کشاورزی
- دو بار پیدایش ملخ، یکی در فصل خود و دیگری در غیر فصل خود؛ تا آنجا که زراعت‌ها و غلاّت را از بین ببرد.
- کم شدن غلاّت و محصولات گیاهی و بروز قحطی
- اختلاف و کشمکش دو صنف از عجم، و خون‌ریزی بسیار میانشان
- خرابی ری
- جنگ بین جوانان ارمنی و آذربایجانی
- بیرون آمدن بردگان از زیر فرمان اربابان و کشتن اربابان
- مسخ شدن گروهی از بدعت‌گذاران به میمون و خوک
- پیروزی بردگان بر شهرهای اربابان
- ندای غیرعادی از آسمان بر همه جهان به‌طوری‌که هرکسی در هر زبانی باشد آن ندا را به زبان خودش می‌شنود.

در کل ۵ صدا از آسمان شنیده خواهد شد که فقط مورد چهارم (که در ماه رمضان است) حتمی است. ۳ صدای اول در ماه رجب و به این شکل خواهد بود:
- * ندای اول: «ألا لعنة الله علی القوم الظالمین»؛ «بدانید لعنت خدا شامل حال جمعیت ظالم و ستمکار می‌شود.»
- * ندای دوم: «یا معاشرالمؤمنین أزفة الآزفة؛ «ای گروه مؤمنان! قیامت (ظهور) نزدیک شده‌است.»
- * ندای سوم: (که همراه با بدن آشکار و نمایانی است): «ألا إن الله بعث مهدی آل محمد للقضاء علی‌الظالمین»؛ «بدانید که خداوند مهدی آل محمد (ص) را برای اجرای قضای خود بر ستمکاران برانگیخت و فرستاد.»
- * صدای چهارم که در ماه رمضان (احتمالاً سحرگاه بیست‌وسوم) است و از طرف جبرئیل خواهد بود، در حمایت از اهل بیت شهادت خواهد داد.
- * صدای پنجم که از طرف شیطان است (احتمالاً غروب بیست‌وسوم) به‌طرفداری از سفیانی خواهد بود.
- همچنین در روایتی آمده‌است که ندایی در حقانیت یمانی که قبل از مهدی می‌آید شنیده می‌شود.
- پیدایش چهره و سینه انسان (احتمالاً چهره علی یا عیسی) در قرص خورشید که همه او را خواهند شناخت.
- مردگانی زنده از قبرها بیرون آیند و به دنیا بازگردند و به دیدوبازدید با همدیگر بپردازند.[۱۷]
- در پایان همه، ۲۴ بار، باران پی‌درپی می‌آید و زمین خشک را پس از مرگش، زنده و سبز و خرّم می‌کند و به دنبال آن برکت‌های زمین بروز می‌نماید و در دسترس قرار می‌گیرد. (احتمالاً پس از ظهور رخ می‌دهد)
- طلوع خورشید از مغرب.[۱۸]
- شکسته شدن سد یأجوج و مأجوج[۱۹]